# Campeonato Acreano de Futebol - Segunda Divisão
O Campeonato Acreano de Futebol da Segunda Divisão é a divisão inferior do Campeonato Acreano de Futebol. Na fase amadora, o torneio foi disputado em apenas três oportunidades. Em 2011, o torneio voltou a ser realizado após um intervalo de 34 anos sem disputas, mas foi interrompido em 2019, para aumentar o tamanho da 1a divisão.

## Campeões
Fase amadora
Fase profissional

## Por equipe
| Clube                                          | Títulos        | Vices          | 3º lugar       | 4º lugar |
| ---------------------------------------------- | -------------- | -------------- | -------------- | -------- |
| Andirá Esporte Clube                           | 2 (2011, 2015) | 0              | 0              | 0        |
| Associação Desportiva Senador Guiomard - ADESG | 1 (2017)       | 2 (2015, 2016) | 2 (2013, 2014) | 0        |
| Amax Esporte Clube                             | 1 (2014)       | 1 (2013)       | 1 (2012)       | 1 (2011) |
| Independência Futebol Clube                    | 1 (2018)       | 1 (2014)       | 1 (2015)       | 0        |
| Galvez Esporte Clube                           | 1 (2012)       | 1 (2011)       | 0              | 0        |
| Associação Desportiva Vasco da Gama            | 1 (2013)       | 1 (2012)       | 0              | 0        |
| São Francisco Futebol Clube                    | 1 (1977)       | 1 (2017)       | 1 (2014)       | 0        |
| Sport Clube Humaitá                            | 1 (2016)       | 0              | 0              | 1 (2015) |
| Botafogo Futebol Clube                         | 1 (1951)       | 0              | 0              | 0        |
| Floresta Futebol Clube                         | 1 (1970)       | 0              | 0              | 0        |
| Náuas Esporte Clube                            | 0              | 1 (2018)       | 2 (2016, 2017) | 0        |
| Acriano Futebol Clube                          | 0              | 0              | 2 (2011, 2013) | 0        |

## Títulos por cidade
| Clube            | Títulos | Vices | 3º lugar | 4º lugar |
| ---------------- | ------- | ----- | -------- | -------- |
| Rio Branco       | 7       | 4     | 2        | 0        |
| Senador Guiomard | 1       | 2     | 2        | 0        |
| Xapuri           | 1       | 1     | 1        | 1        |
| Porto Acre       | 1       | 0     | 0        | 1        |
| Rodrigues Alves  | 0       | 0     | 2        | 0        |
| Cruzeiro do Sul  | 0       | 0     | 2        | 0        |

## Artilheiros
| Ano  | Artilheiro   | Clube                      | Gols |
| ---- | ------------ | -------------------------- | ---- |
| 2011 | Joel         | Galvez (Rio Branco)        | 5    |
| 2011 | Josi         | Vasco da Gama (Rio Branco) | 5    |
| 2011 | Moisés       | Andirá (Rio Branco)        | 5    |
| 2012 | Kleber       | Galvez (Rio Branco)        | 3    |
| 2012 | Ley          | Galvez (Rio Branco)        | 3    |
| 2013 | Lelão        | Vasco da Gama (Rio Branco) | 6    |
| 2014 | Zagalo       | Independência (Rio Branco) | 7    |
| 2015 | Júnior       | ADESG (Senador Guiomard)   | 7    |
| 2015 | Geovani      | Andirá (Rio Branco)        | 7    |
| 2016 | Ley          | Humaitá (Porto Acre)       | 3    |
| 2016 | Thiago       | Humaitá (Porto Acre)       | 3    |
| 2017 | Danielson    | Náuas (Cruzeiro do Sul)    | 4    |
| 2017 | Marcelo Brás | ADESG (Senador Guiomard)   | 4    |
| 2018 |              |                            |      |